# Cratere Jumla
Jumla  è un cratere sulla superficie di Marte.